# Лекинский сельский округ
Лекинский сельский округ — упразднённая административно-территориальная единица, существовавшая на территории Шатурского района Московской области в 1994—2004 годах.
Административным центром была деревня Лека.

## История

### Лекинский сельсовет
Лекинский сельсовет был образован после Октябрьской революции 1917 года в составе Лекинской волости Егорьевского уезда Рязанской губернии.
В 1919 году Лекинский сельсовет в составе Лекинской волости передан из Егорьевского уезда во вновь образованный Спас-Клепиковский район Рязанской губернии. В 1921 году Спас-Клепиковский район был преобразован в Спас-Клепиковский уезд, который в 1924 году был упразднён. После упразднения Спас-Клепиковского уезда Лекинский сельсовет передан в Рязанский уезд Рязанской губернии. В 1925 году произошло укрупнение волостей, в результате которого сельсовет передан в укрупнённую Архангельскую волость. В ходе реформы административно-территориального деления СССР в 1929 году Лекинский сельсовет вошёл в состав Дмитровского района Орехово-Зуевского округа Московской области. В 1930 году округа были упразднены, а Дмитровский район переименован в Коробовский.
В 1930 году в сельсовет входили деревни Лека, Ново-Черкасово, Старо-Черкасово и Погостище.
17 июля 1939 года в состав сельсовета вошли деревни Волово и Симонцево из упразднённого Воловского сельсовета.
14 июня 1954 года в ходе укрупнения сельсоветов Московской области в Лекинский сельсовет были переданы селения упразднённого Зименковского сельсовета (Зименки, Якушевичи, Коренец, Перхурово, Шеино).
3 июня 1959 года Коробовский район упразднён, Лекинский сельсовет передан Шатурскому району.
1 февраля 1963 года в ходе реформы административно-территориального деления Шатурский район был упразднён, а его сельская территория (сельсоветы) включена в состав вновь образованного Егорьевского укрупнённого сельского района.
11 января 1965 года Егорьевский укрупненный сельский район был расформирован, а на его месте были восстановлены Егорьевский и Шатурский районы. Лекинский сельсовет вновь вошёл в состав Шатурского района.

### Лекинский сельский округ
3 февраля 1994 года в соответствии с новым положением о местном самоуправлении в Московской области Лекинский сельсовет был преобразован в Лекинский сельский округ.
В 1999 году в состав Лекинского сельского округа входило 10 деревень: Лека, Ново-Черкасово, Старо-Черкасово, Погостище, Волово, Зименки, Якушевичи, Коренец, Перхурово, Шеино.
29 сентября 2004 года Лекинский сельский округ был упразднён, а его территория включена в Пышлицкий сельский округ.